# Пономарёв, Владимир Алексеевич
Владимир Алексеевич Пономарёв (род. 18 февраля 1940, Москва, РСФСР, СССР) — советский футболист, защитник. Заслуженный мастер спорта СССР (1969).

## Биография
Сын нападающего московского «Динамо» Алексея Пономарёва. Карьеру начал в дубле «Динамо», но из-за травмы в основной состав не попал. В 1960-61 годах выступал в классе «Б» за калининскую «Волгу». В 1962 году был приглашён в московский «Спартак», но через пару месяцев был переведён в ЦСКА, в котором играл до конца карьеры. Закончил играть в 29 лет из-за травмы.
За сборную СССР провёл 25 матчей. Занял 4 место на чемпионате мира 1966 года, сыграв за команду 5 матчей.
Работал в структурах Министерства обороны, был в составе ГСВ в Венгрии. Подполковник в отставке.
В 90-х занялся бизнесом, открыл с компаньонами кафе «Спортивное» в Москве.